# Остаточная плавучесть
Остаточная плавучесть — в теории подводной лодки: разница между действительным запасом плавучести и расчётным, погашаемым с помощью цистерн главного балласта (ЦГБ).
Разница возникает из-за того, что объем ЦГБ постоянен и задан конструктивно, исходя из расчетных водоизмещений (надводного и подводного), в то время как действительные водоизмещения переменны. Они зависят от действительной нагрузки и действительной плотности воды.
Существуют и другие факторы, создающие остаточную плавучесть (см. схему), но они постоянны и их действие можно учесть, задавая расчетное водоизмещение.
Остаточная плавучесть компенсируется с помощью уравнительной цистерны.